# Христо Коев
Христо Коев е самобитен художник от село Копривщица и участник в Априлското въстание. Двамата с Танчо Шабанов са художниците илюстратори изявили се като хроникьори на събитията от 1876 година.
Като дете известно време изучава при строгия даскал хаджи Геро Добрович църковнославянската азбука, часослова и псалтира и след това се хваща за работа. Първоначално изучава бащиния си занаят – абаджийството. След като усвоява нещата и става калфа, започва да пътува до Цариград и Смирна придружен от другари. Завръща се в Копривщица, защото е глух и това му пречи в работата.
В размирното вече село Христо Коев се захваща за работа. Живее в къщата си в Ламбовска махала, стените на която от горе до долу са покрити с негови скици, рисунки и портрети. След работа уплътнява по този начин свободното си време. Поради неговата глухота не взима пряко участие във въстанието, но помага при ушиването от Евлампия Векилова на главното знаме на копривщенци. Той извезва гордия балкански лев и огнения девиз „Свобода или смърт“ върху него. По време на Руско-турската война и годините след Освобождението рисува почти всички важни моменти от събитията в Копривщица от 1876 г. За своеобразни изложбени зали в селото служат кръчмите и кафенетата и те са изпъстрени с негови произведения. Надарен с наблюдателност и широк поглед успява да изпълни наглед, малки пространства с голям брой лица и пейзажи. Неговата лека стилизираност намира изказ в творби като „Каблешков прави преглед на въстаническите сили“, „Копривщенските въстаници гърмят с пушките против турската порта“ и „Неджиб ага избягва с 14 души“.
Вече стар, художникът може да бъде видян, приседнал в своята самота в някой ъгъл на пивницата. Сред тази самота и вечерна тишина, само с поглед долавя дали картините му, изложени в кръчмата будят интерес, към вече позабравените и избледнели събития от миналите времена. Въпреки забравата в къщицата му още се намират полици отрупани с шишенца с разноцветен туш, четчици и моливи, свитъци от рисунки и картини...
Летописецът Христо Коев на Априлското въстание в Копривщица, изпълнил хрониката си в картини, снабдени с кратки описания на събитията, е с единствения подобен труд в годините на българското Възраждане.
Художникът умира в мизерия, неоценен и непризнат, но част от картините му се съхраняват в Дирекция на музеите в Копривщица.